# Melanum montanum
Melanum montanum är en tvåvingeart som beskrevs av Malloch 1938. Melanum montanum ingår i släktet Melanum och familjen fritflugor. Inga underarter finns listade i Catalogue of Life.